# Nike: Godzilla vs. Charles Barkley
Godzilla vs. Charles Barkley, ou Nike: Godzilla vs. Charles Barkley, é um comercial produzido pela Nike em parceria com a Toho como publicidade para o tênis para basquete Nike Air Ballistic Force. O conceito do comercial foi criado pela Wieden+Kennedy e a gravação foi realizada pela ILM. Nele, Godzilla e Charles Barkley se enfrentam em um jogo de basquete em uma Tóquio devastada. Um ano após seu lançamento, a editora Dark Horse adaptou o enredo para uma história em quadrinhos intitulada Godzilla vs. Barkley. O comercial foi um sucesso e a Nike lucra 800 milhões de dólares por ano com as vendas do tênis até hoje.

## Nike: Godzilla vs. Charles Barkley (1992)

Nike Air Balistic Force

### Antecedentes
Nos anos 90, o crossover marketing (marketing cruzado) se tornou uma prática comum nos Estados Unidos. Vários jogadores de basquete que haviam se tornado extremamente populares durante os anos 80 passaram a participar de comerciais junto com personagens fictícios para patrocinar produtos de esporte, com destaque à Michael Jordan como protagonista no filme Space Jam em 1996. Em 1992, a empresa de marketing Wieden+Kennedy foi contratada para criar um comercial para o tênis Nike Air Ballistic Force, que deveria estrear no Japão. Warren Eakins e Steve Sandoz criaram o conceito do embate entre Charles Barkley e Godzilla, e a Nike ficou tão impressionada que decidiu exibir o comercial nos Estados Unidos. A Wieden+Kennedy contratou ILM para cuidar dos efeitos especiais.

### Produção
Um dos requisitos mais importantes para o sucesso do marketing cruzado é a compatibilidade entre as marcas. Godzilla já havia aparecido como um entusiasta por esportes, como no filme Gidorah, o Monstro Tricéfalo, onde joga ping pong com Gidorah. O roteiro do comercial também seguiu o estilo de roteiro dos filmes de kaiju da época.
Assim que o roteiro foi concluido,  uma maquete de cidade em miniatura em escala 1:24 foi montada para criar a ilusão do gigantismo de Barkley.
A cauda do Godzilla foi feita de espuma coberta com pele falsa de látex. Por causa da anatomia do Godzilla, a roupa precisou passar por uma série de modificações de último minuto para que ela fosse confortável o suficiente para o ator. Tanto as expressões quanto os movimentos da cauda do Godzilla foram feitos com equipamentos mecatrônicos.
Durante a filmagem, a velocidade do filme foi diminuida para dar impressão de gigantismo aos movimentos de Barkley. A baforada atômica foi adicionada ao comercial com animação tradicional. Foi necessário desenhar por cima de 72 frames para cobrir a cena de 3 segundos. A cena onde Barkley dá uma cotovelada em Godzilla precisou ser filmada ao contrário, porque tanto Barkley quanto as pessoas controlando Godzilla não conseguiam fazer as expressões faciais corretas. Na cena onde Barkley enterra a bola no aro, o cenário e Godzilla foram adicionados com tela azul.
Para a produção do comercial de 30 segundos, as filmagens duraram oito dias e a edição durou 4 semanas.

### Roteiro
Godzilla está destruindo prédios com pancadas e seu bafo atômico em Tóquio mas, para a sua surpresa, um Charles Barkley igualmente grande segurando uma bola de basquete aparece. Godzilla bota seus óculos e aceita o desafio, usando sua cauda para descer um aro que estava em uma placa de rua enorme. Godzilla tenta usar sua cauda para roubar a bola de Barkley, mas ele a recupera e dá uma cotovelada no monstro. Godzilla despenca em um prédio enquanto Barkley enterra a bola no aro. Por fim, ambos andam juntos pela cidade e Barkley pergunta se Godzilla já pensou em usar um tênis.

### Estreia
Antes da estreia oficial, posteres foram divulgados nas revistas Entertainment Weekly e Rolling Stone. Também foram pubicados trailers mostrando lutas do Godzilla com outros monstros e jogos de Charles Barkley com os seguintes dizeres:
| “               | Ele derrotou Mothra. Ele derrotou King Kong. Ele derrotou o Monstro Zero e o Mechagodzilla, mas jamais enfrentou um adversário como ele. Godzilla contra Charles Barkley! É a batalha século. | ” |
| —tradução livre | |   |

Nunca havia se investido tanto em um comercial tão curto. O sucesso do comercial foi tão grande que uma sequência estreando Charles Barkley e David Robinson contra Gozilla e Mechagodzilla foi planejada, mas o projeto nunca saiu do papel por conta dos altos custos envolvidos. O tênis é popular até hoje e rende 800 milhões de dólares por ano para a Nike.

## Godzilla vs. Barkley (1993)

### Produção
Por causa do sucesso do comercial, um ano depois a Dark Horse adaptou a obra para os quadrinhos, em formato one-shot. O quadrinho teve roteiro de Mike Baron, mas o pseudônimo "Alan Smithee" foi adicionado para afastar o crédito da criação de Mike. No começo do quadrinho, Charles Barkley é apresentado como arrogante, mas muda de atitude conforme a narrativa se desenvolve. Isso aconteceu para contracenar com a imagem pública controversa do jogador, que acabara de lançar o slogan "eu não sou um modelo", para os comerciais da Nike.

### Roteiro
Godzilla se aproxima da Califórnia enquanto Barkley grava um comercial de televisão. Mattew, o maior fã de Charles Barkley, anda na praia com seu avô quando avista o seu ídolo. Ele tenta se aproximar, mas é impedido pelo segurança e pelos outros fãs. Para melhorar seu humor, seu avô lhe dá um dólar Morgan de prata, 1889, que possui propriedades mágicas. Os restos naufragados de um navio destruído por Godzilla chegam à praia e um marinheiro japonês alerta que Godzilla está vindo. O governo japonês anuncia que está enviando uma equipe especial para combater o monstro, mas levaria muito tempo para chegar. Mattew então decide dar a moeda para Charles, já que ele é o maior guerreiro do universo. Ele passa pelos assessores e dá a moeda a Charles, que inicialmente o despreza. Por fim, Barkley muda de ideia e demite todos os seus funcionários. Sem saber o que fazer, Charles desafia Mattew para um jogo de basquete. Mattew lança a moeda para decidir quem começa, mas ela cai de lado. Quando Barkley a recolhe do chão, ele cresce até o tamanho de Godzilla. Sabendo que Godzilla é muito ruim de basquete, Barkley o atrai até uma base militar abandonada. Godzilla joga sujo, mas Charles marca pontos com facilidade. Godzilla se irrita e derrete a bola com seu bafo atômico, mas Barkley briga com o monstro e ele aprende o valor do espírito esportivo. Por fim, a Nike produz um tênis especial para Godzilla (tamanho 13,000 EEE) e ele vai para Utah para treinar por um século. Barkley volta para a Califórnia e agradece o verdadeiro herói, Mattew.

## Impacto cultural
Em 2015, a Nike lançou o  Nike Air Max2 CB 94, um tênis de colecionador feito em homenagem ao comercial.